# Esmery-Hallon
Esmery-Hallon là một xã ở tỉnh Somme, vùng Hauts-de-France, Pháp.

## Địa lý
Thị trấn này tọa lạc trên giao lộ tuyến đường D186 và đường D17, khoảng 15 dặm Anh về phía tây nam của Saint Quentin.

## Dân số
| 1962                                                           | 1968 | 1975 | 1982 | 1990 | 1999 |
| -------------------------------------------------------------- | ---- | ---- | ---- | ---- | ---- |
| 641                                                            | 710  | 791  | 807  | 727  | 764  |
| Số liệu điều tra dân số từ năm 1962, dân số không tính hai lần |      |      |      |      |      |